# Gołynki
Gołynki (ros. Голынки) – osiedle typu miejskiego w zachodniej Rosji, centrum administracyjne osiedla miejskiego Gołynkowskoje rejonu rudniańskiego w obwodzie smoleńskim.

## Geografia
Miejscowość położona jest nad Jelenką, 25,5 km od granicy z Białorusią, przy drodze federalnej R120 (Orzeł – Briańsk – Smoleńsk – granica z Białorusią), 14 km od drogi magistralnej M1 «Białoruś», 21 km od centrum administracyjnego rejonu (Rudnia), 43,5 km od Smoleńska. W miejscowości znajduje się stacja kolejowa Gołynki linii Smoleńsk – Witebsk.

## Demografia
W 2020 r. miejscowość zamieszkiwało 3262 osób.

## Historia
Powstanie miejscowości w 1963 roku związane było ze złożami torfu.
W czasie II wojny światowej od lipca 1941 roku miejscowość była okupowana przez hitlerowców. Wyzwolenie nastąpiło w październiku 1943 roku.